# Rosenau (Brandenburgia)
Rosenau – gmina w Niemczech w kraju związkowym Brandenburgia, w powiecie Potsdam-Mittelmark, wchodzi w skład urzędu Wusterwitz.